# Neil Gaiman
Neil Gaiman (født 10. november 1960) er en britisk forfatter, nu bosat i Minneapolis, Minnesota, USA. Neil Gaiman har skrevet romaner, noveller, tegneserier og film i genrerne science fiction og fantasy. Han er mest kendt for de prisvindende The Sandman og American Gods, samt de nu filmatiserede Stardust og Coraline. Han har været gift med Mary T. McGrath, med hvem han har to døtre, Holly og Maddy og en søn, Michael. Neil Gaiman blev 2. januar 2011 gift med sangeren Amanda Palmer. De fik sønnen Anthony i 2015. 

## Biografi
Gaiman er født i byen Portsmouth på Englands sydkyst. Efter at hans forældre opdagede Scientology, flyttede familien i 1965 til East Grinstead. Gaiman boede i East Grinstead fra 1965 til 1980 og igen fra 1984 til 1987.
Gaiman voksede op med bøger af C.S. Lewis, J.R.R. Tolkien, Michael Moorcock, Ursula K. Le Guin and G.K. Chesterton. Senere blev han interesseret i science fiction og læste forfattere som Samuel R. Delany, Roger Zelazny, Harlan Ellison, H.P. Lovecraft, Thorne Smith, and Gene Wolfe.
I 1980'erne forfulgte Neil Gaiman en karriere som journalist; foretog interviews og skrev boganmeldelser for at lære om branchen og skabe nyttige forbindelser. Han skrev og anmeldte for British Fantasy Society. Han fik sit første fantasynovelle, Featherquest, udgivet i Imagine Magazine i 1984, da han var 23 år.
I 1984 skrev han også sin første bog, en biografi om bandet Duran Duran og en anden bog, Ghastly Beyound Belief med en samling af citater som han skrev sammen med Kim Newman. Han skrev også interviews og artikler for forskellige britiske magasiner. Sidst i 1980'erne skrev han Don't Panic: The Official Hitchhiker's Guide to the Galaxy Companion, om Douglas Adams og The Hitchhiker's Guide to the Galaxy. Efter skrev han, hvad der senere skulle blive begyndelsen til Good Omens skrevet i samarbejde med Terry Pratchett.
Gaiman blev venner med tegneserieskaberen Alan Moore og begyndte derefter selv at skrive tegneserier og hans første blev Miracleman som han tog op efter netop Alan Moore, der havde forladt serien. Gaiman samarbejdede med tegneren Mark Buckingham om adskillige numre af serien indtil seriens forlag, Eclipse Comics, gik nedenom og hjem og efterlod serien uafsluttet. De første tegneserier Neil Gaiman rent faktisk fik udgivet kom i 1986 og 1987 og var fire korte striber i lang række af striber kaldet Future Shocks i tegneserien 2000AD. Han skrev derefter tre grafiske romaner med sin ven og foretrukne samarbejdspartner Dave McKean med titlerne Violent Cases, Signal to Noise, and The Tragical Comedy or Comical Tragedy of Mr. Punch. Han fik arbejde hos DC Comics, hvor hans første opgave var serien Black Orchid. Neil Gaiman har også skrevet bogen Odd og frostjætterne.